# Kårservice Östergötland AB
Kårservice, Kårservice Östergötland AB, är ett företag som ägs gemensamt av de tre studentkårerna vid Linköpings universitet; Consensus, LinTek och StuFF.

## Verksamhet
Kårservice uppdrag är att fungera som en gemensam serviceorganisation för medlemskårerna. I detta ingår bl.a. att driva kårhusen Kårallen, Trappan, Kollektivet, Örat och Ryds Herrgård. Webbplatsen studentlivet.se drivs också av Kårservice. Syftet med webbplatsen är att tillgängliggöra information om allt som hör till studentlivet vid Linköpings universitet.
Kårservice styrs av en professionell styrelse bestående av representanter från näringslivet och universitetet samt studenter och representanter för de tre studentkårerna. 

## Historia
Kårservice härstammar från Linköpings Förenade Studentkårer, LiFS, som på sin tid var den samlande studentkåren för alla universitetets studenter både i Linköping och Norrköping. Bildandet av Kårservice framkom på grund av att hotet fanns om att kårobligatoriet skulle avskaffas i början av 1990-talet. Linköpings Förenade Studentkårer, LiFS, uppdelades då i Kårservice och Linköpings Studentkårer, LUST. Syftet var i samband med det beslutet att Kårservice hade till uppgift att handha den förvaltningsmässiga delen av verksamheten och LUST hade till uppgift att genomföra den politiska.